# Estymator jądrowy gęstości

Przykład estymatora jądrowego gęstości dla otrzymanego zbioru danych

Estymator jądrowy gęstości lub jądrowy estymator gęstości – rodzaj estymatora nieparametrycznego, przeznaczony do wyznaczania gęstości rozkładu zmiennej losowej, na podstawie uzyskanej próby, czyli wartości jakie badana zmienna przyjęła w trakcie dotychczasowych pomiarów.
Badana zmienna losowa może być jedno- lub wielowymiarowa. Przynależność do grupy metod nieparametrycznych oznacza, że przy ich stosowaniu nie jest wymagana a priori informacja o typie występującego rozkładu (np. czy jest on normalny, czy Cauchy’ego itp.). Klasyczne parametryczne metody estymacji gęstości wymagały wcześniejszego ustalenia takiego typu, po czym – w ramach ich stosowania – jedynie wyznaczano wartości istniejących w jego definicji parametrów.
Najprostszym nieparametrycznym estymatorem gęstości jest histogram. Estymator jądrowy w pewnym stopniu przypomina odpowiednio wygładzony wykres histogramu o małej szerokości cel.
Estymator jądrowy gęstości jest często używany do analizy danych w licznych dziedzinach nauki i zagadnień praktycznych, zwłaszcza z zakresu technik informacyjnych, automatyki, zarządzania oraz wspomagania decyzji itp.

## Definicja
Niech dana będzie {\displaystyle n}-wymiarowa zmienna losowa {\displaystyle X,} której rozkład posiada gęstość {\displaystyle f.} Jej estymator jądrowy {\displaystyle {\hat {f}}\colon \mathbb {R} ^{n}\to [0,\infty )} wyznacza się na podstawie wartości {\displaystyle m}-elementowej próby losowej
|  |  | {\displaystyle x_{1},x_{2},\dots ,x_{m},} |  | (1) |

uzyskanej ze zmiennej {\displaystyle X,} i w swej podstawowej formie jest on definiowany wzorem
|  |  | {\displaystyle {\hat {f}}(x)={\frac {1}{mh^{n}}}\sum _{i=1}^{m}K\left({\frac {x-x_{i}}{h}}\right),} |  | (2) |

gdzie mierzalna, symetryczna względem zera oraz posiadająca w tym punkcie słabe maksimum globalne funkcja {\displaystyle K\colon \mathbb {R} ^{n}\to [0,\infty )} spełnia warunek {\displaystyle \int _{\mathbb {R} ^{n}}{K(x)dx}=1} i nazywana jest jądrem, natomiast dodatni współczynnik {\displaystyle h} określa się mianem parametru wygładzania.

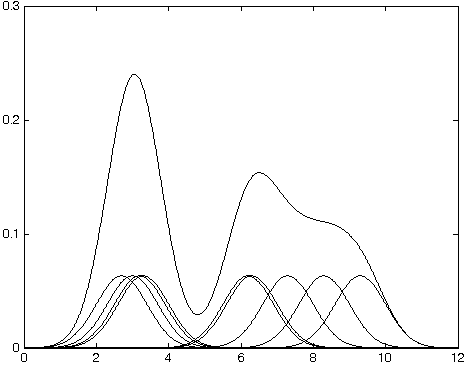
Rys. 1. Jądrowy estymator gęstości (wzór) rozkładu jednowymiarowej zmiennej losowej

Interpretację powyższej definicji ilustruje Rys. 1, na przykładzie zmiennej losowej jednowymiarowej, czyli gdy {\displaystyle n=1,} dla 9-elementowej próby losowej, a zatem {\displaystyle m=9.} W przypadku pojedynczej realizacji {\displaystyle x_{i},} funkcja {\displaystyle K} (przesunięta o wektor {\displaystyle x_{i}} oraz przeskalowana współczynnikiem {\displaystyle h}) reprezentuje oszacowanie rozkładu zmiennej losowej {\displaystyle X} po otrzymaniu wartości {\displaystyle x_{i}.} Dla {\displaystyle m} niezależnych realizacji {\displaystyle x_{1},x_{2},\dots ,x_{m},} oszacowanie to przyjmuje postać sumy takich pojedynczych oszacowań. Współczynnik {\displaystyle 1/mh^{n}} normuje uzyskaną funkcję w celu zagwarantowania warunku {\displaystyle \int _{\mathbb {R} ^{n}}{{\hat {f}}(x)dx}=1,} wymaganego od gęstości rozkładu probabilistycznego.
Estymator jądrowy umożliwia oszacowanie gęstości praktycznie dowolnego rozkładu, bez żadnych założeń o jego przynależności do ustalonej klasy. Nietypowe, złożone rozkłady, w tym także wielomodalne, traktowane są tu tak samo jak podręcznikowe rozkłady unimodalne. W przypadku wielowymiarowym, czyli przy {\displaystyle n>1,} pozwala to między innymi na identyfikację wszechstronnych zależności pomiędzy poszczególnymi współrzędnymi badanej zmiennej losowej. Ustalenie wielkości wprowadzonych w definicji (2), a zatem wybór postaci jądra {\displaystyle K} oraz wyznaczenie wartości parametru wygładzania {\displaystyle h,} dokonywane jest najczęściej na podstawie kryterium minimum scałkowanego błędu średniokwadratowego.

## Wybór postaci jądra
Ze statystycznego punktu widzenia, postać jądra nie ma istotnego znaczenia i wybór funkcji {\displaystyle K} może być arbitralny, uwzględniający przede wszystkim pożądane własności otrzymanego estymatora, na przykład klasę jego regularności (ciągłość, różniczkowalność itp.), przyjmowanie dodatnich wartości lub też inne cechy istotne dla konkretnego problemu, w tym zwłaszcza dogodność obliczeniową.
W przypadku jednowymiarowym jako funkcję {\displaystyle K} przyjmuje się klasyczne postacie gęstości rozkładów probabilistycznych, na przykład gęstość rozkładu normalnego, Cauchy’ego, trójkątnego i inne. Najefektywniejszym w sensie kryterium błędu średniokwadratowego jest tak zwane jądro Epanecznikowa
|  |  | {\displaystyle f(x)={\begin{cases}{\frac {3}{4}}(1-x^{2})&{\mbox{dla }}x\in [-1,1]\\0&{\mbox{dla }}x\in (-\infty ,-1)\cup (1,\infty )\end{cases}}.} |  | (3) |

W przypadku wielowymiarowym stosuje się dwa naturalne uogólnienia powyższej koncepcji: jądro radialne
|  |  | {\displaystyle K(x)=C~\mathrm {K} ({\sqrt {x^{T}x}})} |  | (4) |

oraz jądro produktowe
|  |  | {\displaystyle K(x)=K\left(\left[x_{1},x_{2},\dots ,x_{n}\right]^{T}\right)=\mathrm {K} (x_{1})\cdot \mathrm {K} (x_{2})\cdot \ldots \cdot \mathrm {K} (x_{n}),} |  | (5) |

gdzie {\displaystyle \mathrm {K} } oznacza omówione uprzednio jądro jednowymiarowe, natomiast {\displaystyle C} jest dodatnią stałą, wyznaczoną tak aby spełniony był warunek {\displaystyle \int _{\mathbb {R} ^{n}}{K(x)dx}=1.}
Dla dowolnie ustalonego jądra jednowymiarowego {\displaystyle \mathrm {K} ,} bardziej efektywne jest jądro radialne niż produktowe, lecz z aplikacyjnego punktu widzenia różnica jest nieznaczna. Fakt ten powoduje, iż w praktycznych zastosowaniach nierzadko preferuje się jądro produktowe. Poza szczególnymi zastosowaniami statystycznymi, jest ono bowiem znacznie dogodniejsze w dalszej analizie – na przykład procedury całkowania i różniczkowania jądra produktowego niewiele różnią się od przypadku jednowymiarowego. Wśród jąder radialnych najefektywniejsze jest radialne jądro Epanecznikowa, czyli definiowane zależnością (4) gdy {\displaystyle \mathrm {K} } dane jest wzorem (3). Także w rodzinie jąder produktowych, najefektywniejsze okazuje się produktowe jądro Epanecznikowa, określone przez formuły (5) oraz (3).
Możliwość znacznej elastyczności przy doborze postaci jądra {\displaystyle K} stanowi istotną praktyczną zaletę, ujawniającą się proporcjonalnie do złożoności konkretnego zastosowania.

## Określenie wartości parametru wygładzania
W przeciwieństwie do postaci jądra, przyjęta wartość parametru wygładzania ma istotny wpływ na jakość otrzymanego estymatora jądrowego. Zbyt mała wartość parametru {\displaystyle h} powoduje pojawienie się znacznej ilości ekstremów lokalnych estymatora {\displaystyle {\hat {f}},} co jest sprzeczne z faktycznymi własnościami realnych populacji. Z drugiej strony, za duże wartości skutkują nadmiernym wygładzeniem tego estymatora, maskującym specyficzne cechy badanego rozkładu.
Opracowane zostały dogodne algorytmy umożliwiające obliczenie zbliżonej do optymalnej (z minimalnym błędem średniokwadratowym) wartości {\displaystyle h,} na podstawie próby losowej (1). Uniwersalną jest metoda cross-validation, w ramach której wyznacza się wartość realizującą minimum rzeczywistej funkcji {\displaystyle g\colon (0,\infty )\to \mathbb {R} } zdefiniowanej równością
|  |  | {\displaystyle g(x)={\frac {1}{m^{2}h^{n}}}\sum \limits _{i=1}^{m}\sum \limits _{j=1}^{m}{\tilde {K}}\left({\frac {x_{j}-x_{i}}{h}}\right)+{\frac {2}{mh^{n}}}K(0),} |  | (6) |

przy czym {\displaystyle {\tilde {K}}(x)=K^{*2}(x)-2K(x),} gdzie {\displaystyle K^{*2}(x)} oznacza kwadrat splotowy funkcji {\displaystyle K.} Dla szczególnych przypadków opracowano także szereg specjalistycznych algorytmów, przykładowo prostą i efektywną metodę plug-in stosowaną do przypadku jednowymiarowego.
Możliwość zmiany i odejście od optymalnej wartości parametru wygładzania może być wykorzystywane na przykład przy stosowaniu estymatorów jądrowych do zagadnień eksploracji danych, między innymi w procedurach klasteryzacji do wpływania na potencjalną liczbę skupień.

## Dodatkowe uwagi i komentarze
Zaprezentowana powyżej podstawowa postać estymatora jądrowego (2) może być w praktyce uogólniona w celu generalnej poprawy jego własności oraz ewentualnie uzupełniana o dodatkowe aspekty dopasowujące model do badanej rzeczywistości.
Uogólnienie może przyjąć np. formę transformacji liniowej i modyfikacji parametru wygładzania, natomiast uzupełnienie może obejmować ograniczenie nośnika estymatora oraz uwzględnienie współrzędnych binarnych i skategoryzowanych.

### Transformacja liniowa
Transformacja liniowa jest raczej typowa dla analizy wielowymiarowych danych. Dzięki niej macierz kowariancji staje się jednostkowa, co znacznie uproszcza interpretację zarówno poszczególnych współrzędnych, jak i ich współzależności.

### Modyfikacja parametru wygładzania
W zagadnieniach aplikacyjnych, jakość estymatora jądrowego można zwiększyć stosując tzw. modyfikację parametru wygładzania. Powoduje ona, że w rejonach „zagęszczenia” elementów próby losowej poszczególne jądra ulegają „wyszczupleniu” (co pozwala lepiej uwidoczniać specyficzne cechy rozkładu), w przeciwieństwie do obszarów, w których elementy te są „rzadkie” gdzie jądra ulegają spłaszczeniu (co m.in. powoduje dodatkowe „wygładzenie” tzw. „ogonów”). Intensywność działania tej procedury ustalana jest pojedynczym parametrem, którego zmiana wartości daje istotne i nietrywialne możliwości w złożonych procedurach analizy i eksploracji danych. Co więcej, modyfikacja parametru wygładzania zmniejsza różnicę efektywności poszczególnych typów jąder względem optymalnego jądra Epanecznikowa (3), podobnie jak w przypadku wielowymiarowym zmniejsza różnicę efektywności jądra produktowego (5) względem radialnego (4).
Powyższe własności są cenne w praktycznych zastosowaniach, gdyż dodatkowo zwiększają możliwość preferencji jąder korzystnych dla dalszej analizy w konkretnych zadaniach aplikacyjnych.

### Wymagana liczność próby
Niezbędna liczność próby {\displaystyle m} (wzór (1)) zależy przede wszystkim od wymiaru badanej zmiennej losowej. W celu zapewnienia 10-procentowej dokładności w punkcie zero dla {\displaystyle n}-wymiarowego standardowego rozkładu normalnego można w przybliżeniu przyjąć jako {\displaystyle m_{*}=4^{n}.} Ze względu na szczególną regularność powyższego rozkładu oraz znaczny liberalizm przyjętego kryterium, wartości te wydają się stanowić bezwzględne minimum (sugeruje to na przykład {\displaystyle m_{*}=4} dla {\displaystyle n=1}).
W praktyce uzyskany wynik mnoży się przez heurystycznie określane współczynniki związane z koniecznością polepszenia jakości estymacji, wielomodalnością i niesymetrią rozkładu oraz korelacją elementów próby losowej. Iloczyn tych współczynników osiąga najczęściej wartości z przedziału 3-10, ale w ekstremalnych przypadkach nawet 100.
Dla jednowymiarowej zmiennej losowej, wymagana liczność próby wynosi w praktyce 20-50, odpowiednio zwiększając się wraz ze wzrostem wymiaru zmiennej. Jednak dzięki współczesnej technice komputerowej, nawet w złożonych zagadnieniach wielowymiarowych i przy niesprzyjających cechach rozkładów, nie musi to obecnie stanowić istotnej przeszkody aplikacyjnej, zwłaszcza dzięki możliwościom stosowania procedur redukcji wymiaru {\displaystyle n} i liczności próby {\displaystyle m.} Zawsze należy bowiem brać pod uwagę znaczące korzyści wynikające ze stosowania estymatorów jądrowych. Umożliwiają one bowiem identyfikację praktycznie dowolnego występującego w zadaniach aplikacyjnych rozkładu, aczkolwiek wymagają stosownej liczności próby, adekwatnej do mnogości i wszechstronności zawartej w nich informacji.

### Zastosowania do zagadnień pokrewnych
Dogodna postać estymatorów jądrowych i łatwość ich interpretacji umożliwia użyteczne uogólnienia oraz zmiany dogodne z punktu widzenia konkretnego zadania. Przykładowo, podstawową postać (2) można uzupełnić o nieujemne, nie wszystkie równe zeru współczynniki {\displaystyle w_{i}} przy {\displaystyle i=1,2,\dots ,m,} które interpretuje się jako znaczenie lub reprezentatywność poszczególnych elementów próby losowej (1). Wtedy:
|  |  | {\displaystyle {\hat {f}}(x)={\frac {1}{h^{n}\sum \limits _{i=1}^{m}w_{i}}}\sum _{i=1}^{m}w_{i}K\left({\frac {x-x_{i}}{h}}\right).} |  | (7) |

Odpowiedni dobór wartości parametrów {\displaystyle w_{i}} umożliwia znaczące polepszenie wyników analizy danych, na przykład w zagadnieniu klasyfikacji.
Estymator jądrowy gęstości może być także podstawą do wyznaczenia innych charakterystyk funkcyjnych oraz parametrów. Na przykład jeśli w przypadku jednowymiarowym zostanie wybrane takie jądro {\displaystyle K,} aby istniała analityczna postać jego pierwotnej {\displaystyle I(x)=\int _{-\infty }^{x}K(y)dy,} to zdefiniować można estymator dystrybuanty
|  |  | {\displaystyle {\hat {F}}(x)={\frac {1}{m}}\sum _{i=1}^{m}I\left({\frac {x-x_{i}}{h}}\right).} |  | (8) |

Z kolei jeżeli jądro {\displaystyle K} ma dodatnie wartości, to rozwiązanie równania
|  |  | {\displaystyle {\hat {F}}(x)=r,} |  | (9) |

stanowi jądrowy estymator kwantyla {\displaystyle {\hat {q}}} stopnia {\displaystyle r\in (0,1).}
Analogicznie do estymatora gęstości rozkładu zmiennej losowej, formułowana jest koncepcja jądrowego estymatora gęstości widmowej, a także jądrowego estymatora funkcji regresji. Zgodnie z generalną zasadą estymatorów jądrowych, funkcja ta jest wyznaczana bez założeń arbitralnie ustalających jej postać, na przykład jako liniową lub logarytmiczną.